# Podnoszenie ciężarów na Letnich Igrzyskach Olimpijskich 2008 – waga do 85 kg mężczyzn
Rywalizacja w wadze do 85 kg mężczyzn w podnoszeniu ciężarów na Letnich Igrzyskach Olimpijskich 2008 została rozegrana w dniu 15 sierpnia 2008 roku w hali Pekińskiego Uniwersytetu Aeronautyki i Astronautyki.

## Terminarz
| Data             | Godzina |         |
| ---------------- | ------- | ------- |
| 15 sierpnia 2008 | 10:00   | Grupa B |
| 15 sierpnia 2008 | 19:00   | Grupa A |

## Wyniki
| Pozycja | Grupa | Zawodnik                  | Reprezentacja     | Waga  | Rwanie | Rwanie | Rwanie | Podrzut | Podrzut | Podrzut | Wynik | Uwagi             |
| Pozycja | Grupa | Zawodnik                  | Reprezentacja     | Waga  | 1      | 2      | 3      | 1       | 2       | 3       | Wynik | Uwagi             |
| ------- | ----- | ------------------------- | ----------------- | ----- | ------ | ------ | ------ | ------- | ------- | ------- | ----- | ----------------- |
| 1. !    | A     | Lu Yong                   | Chiny             | 84,41 | 175    | 180    | 185    | 208     | 214     | 214     | 394   |                   |
| DSQ     | A     | Andrej Rybakou            | Białoruś          | 84,69 | 180    | 185    | 185    | 200     | 204     | 209     | 394   | [ 1 ] [ 2 ] [ 3 ] |
| 2. !    | A     | Tigran Wardan Martirosjan | Armenia           | 83,78 | 172    | 177    | 180    | 203     | 203     | 206     | 380   |                   |
| DSQ     | A     | Władimir Siedow           | Kazachstan        | 84,54 | 170    | 175    | 180    | 200     | 203     | 203     | 380   | [ 4 ] [ 5 ] [ 6 ] |
| 3. !    | A     | Jadier Valladares         | Kuba              | 84,84 | 161    | 166    | 169    | 198     | 198     | 203     | 372   |                   |
| 4.      | A     | Benjamin Hennequin        | Francja           | 84,55 | 157    | 162    | 162    | 196     | 201     | 205     | 367   |                   |
| 5.      | A     | Mansurbek Chashemov       | Uzbekistan        | 84,71 | 165    | 165    | 169    | 195     | 199     | 202     | 367   |                   |
| 6.      | B     | Kendrick Farris           | Stany Zjednoczone | 84,14 | 153    | 157    | 160    | 195     | 195     | 202     | 362   |                   |
| DSQ     | A     | İntiqam Zairov            | Azerbejdżan       | 84,52 | 160    | 166    | 166    | 195     | 199     | 199     | 361   | [ 7 ]             |
| 7.      | B     | Carlos Andica             | Kolumbia          | 84,62 | 155    | 160    | 160    | 190     | 195     | 201     | 356   |                   |
| 8.      | B     | Ułanbiek Mołdodosow       | Kirgistan         | 84,74 | 152    | 160    | 160    | 182     | 190     | 194     | 346   |                   |
| 9.      | B     | Ondrej Kutlík             | Słowacja          | 84,89 | 150    | 155    | 155    | 186     | 191     | 193     | 343   |                   |
| 10.     | B     | Benedict Uloko            | Nigeria           | 84,97 | 144    | 148    | 151    | 187     | 187     | 191     | 339   |                   |
| 11.     | B     | Brice Batchaya            | Kamerun           | 82,77 | 150    | 153    | 155    | 180     | 185     | 185     | 333   |                   |
| 12.     | B     | David Katoatau            | Kiribati          | 84,17 | 130    | 130    | 135    | 170     | 178     | 178     | 313   |                   |
| 13.     | B     | Terrence Dixie            | Seszele           | 82,67 | 110    | 115    | 115    | 130     | 140     | 140     | 255   |                   |
| -       | A     | İzzet İnce                | Turcja            | 84,29 | 165    | 165    | 170    | 190     | -       | -       | DNF   |                   |
| -       | A     | Wadzim Stralcou           | Białoruś          | 84,37 | 170    | -      | -      | -       | -       | -       | DNF   |                   |
| -       | B     | Raul Cirekidze            | Gruzja            | 84,55 | 143    | 143    | 148    | -       | -       | -       | DNF   |                   |
| -       | B     | Herbys Márquez            | Wenezuela         | 84,91 | 152    | 152    | 152    | DNF     | DNF     | DNF     | DNF   |                   |
| -       | A     | Edgar Geworgjan           | Armenia           | 84,69 | 170    | 170    | 176    | 190     | 190     | 190     | DNF   |                   |